# Lennart van Leipzig
Lennart van Leipzig var en svensk arkitekt på 1500-talet.
Lennart van Leipzig omtalas första gången 1544, då han var verksam vid Stockholms slott som vallmästare. Troligen kom han till bygget 1543. År 1546 steg hans lön till 300 mark, och han tjänade då lika mycket som byggmästaren Påvel Schütz. Åren 1547-1549 arbetade han vid slottsbygget i Vadstena, och därefter 1551-1552 vid Örbyhus. Han var 1549-1555 läntagare i Enköping, och arbetade under perioder 1553-1554 vid slottsbygget i Uppsala.